# Rytigynia uhligii
Rytigynia uhligii là một loài thực vật có hoa trong họ Thiến thảo. Loài này được (K.Schum. & K.Krause) Verdc. miêu tả khoa học đầu tiên năm 1987.